# Nachtschatten (Film)
Nachtschatten ist ein deutscher Spielfilm aus dem Jahr 1972.

## Handlung
In der Lüneburger Heide steht ein Haus zum Verkauf. Jan Eckmann aus Hamburg ist sehr interessiert. Aber die einsame Besitzerin verhält sich merkwürdig. Das Gespräch ist schwierig. So ist es Mitternacht geworden. Trotzdem nimmt er ihr Angebot an und bleibt über Nacht. Die ganz in Schwarz gekleidete mysteriöse Bewohnerin namens Elena Berg hat ihn unumkehrbar in ihren Bann gezogen. Er kann kaum schlafen. Nicht nur, dass er beobachtete, wie sie Papiere und Kleidungsstücke verbrannte, während der Besichtigung blieb ihm nämlich auch ein Zimmer versperrt. Und was es schließlich mit dem Mercedes-Cabriolet unter der Plane im Pferdestall auf sich hat, wollte Elena ebenso nicht beantworten. Nun bewirken die nächtlichen Geräusche und lautlosen Schatten noch ihr Übriges.
Immer tiefer gerät Eckmann in den Sog dunkler Geheimnisse. Längst müsste er eine Entscheidung gefällt haben – und wieder seinem Beruf nachgehen. Aber er bleibt eine weitere Nacht. Diese Nacht ist ein einziger Alptraum. Zwar sucht ihn die schöne Elena in seinem Zimmer auf, aber nur um in seinen Fieberphantasien wie eine Todesbotin sein eigenes Grab zu küssen. Eckmann steht unter Schock und findet Elena wenig später im Cabriolet, bereit sich ihm hinzugeben, als hätte sie hier nur auf ihn gewartet.
Für Eckmann ist das Haus zur Falle geworden. Er hat sich unauflösbar verstrickt in Elenas Welt. Am folgenden Morgen ist sie wie ausgewechselt, trägt auf einmal ein transparentes Blumenkleid und umwirbt ihn wie eine fröhliche Verliebte. So machen sie einen Ausflug zum nahen Moorsee. Aber das Moor ist lebensgefährlich.

## Hintergrund
Die nordwestdeutsche Heide- und Moorlandschaft geschickt als Kulisse nutzend, hat Schillings Film zwei prominente Vorläufer: den Legendenfilm Fährmann Maria (1936) von Frank Wysbar und den für seine Entstehungszeit ungewohnt düsteren Heimatfilm Rosen blühen auf dem Heidegrab (1952).

## Kritiken
- Lexikon des internationalen Films: Ein Mann aus der Stadt reist in die Lüneburger Heide, um ein Landhaus zu kaufen, das von einer geheimnisvollen Frau bewohnt wird, die dort der Erinnerung an ihren verstorbenen Mann nachhängt. Mehr und mehr verfängt sich der Held in einem Netz aus Erinnerungen und mysteriösen Erscheinungen, die ihm schließlich den Gedanken nahelegen, mit dem Toten identisch zu sein. Niklaus Schilling benutzt in seinem Kinodebüt nicht ohne Ironie deutsche Heimatfilmkulissen für einen subtilen, ästhetisch perfekten Horrorfilm in der Tradition von Murnau und Dreyer.[1]

- Die Zeit, 19. Januar 1973: Immer dichter wird der Zuschauer in eine faszinierende, mit ganz wenigen subtilen Mitteln realisierte Sphäre magischer Irritationen und einer geheimnisvollen Kindermärchen-Bedrohlichkeit hineingezogen. Horror und Vampirmotive, Todessehnsucht und Liebestod: Schilling verdichtet das zugleich zu einem Exkurs über das Erzählen einer Geschichte im Film.[2]

## Auszeichnungen
Nachtschatten erlebte 1972 seine Uraufführung im Programm des Internationalen Forum des jungen Films der Berlinale und nahm u. a. am Wettbewerb des Internationalen Filmfestivals von Locarno teil.